# Kek Mama
Kek Mama is een Nederlandse glossy en website voor moeders. De onderwerpen van het magazine en de website zijn opvoeding, mode, schoonheid, interieur, voeding en reizen. Kek Mama wordt uitgegeven door Kompas Blend, een dochteronderneming van Familyblend en Kompas Publishing.

## Geschiedenis
Het merk begon zijn bestaan in 2001 als Kèk, een kwartaalblad voor moeders met kinderen tussen de 4 en 12 jaar. In 2008 veranderde Kèk de naam in Kek Mama. In 2015 volgde een gehele rebranding, waarbij de doelgroep werd gewijzigd naar moeders met kinderen van 0 tot 12 jaar. 
In 2016 won Kek Mama een Mercur voor de Marketingactie van het Jaar, met de genomineerde campagne #ZonZeeStress. In datzelfde jaar werd het merk Kekmama.nl gelanceerd, met bijpassende online platform. Dit merk kreeg in 2019 een videoplatform: Kek Mama TV. In 2019 werd kekmama.nl verkozen tot de populairste Lifestyle Website van het Jaar.  
Net zoals mede DPG-titels 'Margriet' en 'Libelle' lanceerde Kek Mama in juli 2020 een voice applicatie. 
In 2020 werd het tijdschrift uitgeroepen tot Cross Media Merk van het Jaar.
De frequentie van het blad werd in 2020 verhoogd van 12 naar 16 edities per jaar.

## Redactie

### Hoofdredacteuren
- Marlies Klunder (2001-2010)
- Brigitte Donders (2010-2014)
- Sara van Gorp (2014-2019)
- Helene van Santen (2019-2021)
- Jannine Berkelaar (mei 2021-2023)
- Lisa van den Akker (2024-heden)

### Columnisten
- Sanne Akkerman (2022-heden)
- Yolanthe Cabau (mei 2023 - heden)
- Marit Brugman (juni 2023 - heden)

Voorheen verschenen er columns in Kek Mama van onder andere Roos Schlikker, Nicolette Kluijver, Do, Mariëtte Middelbeek, Ionica Smeets, Els Rozenbroek, Dorine Hermans, Jan Heemskerk, Barry Atsma, Isa Hoes, Marit van Bohemen en Dirk Zeelenberg.